# Aneuk Galong Baro
Aneuk Galong Baro is een bestuurslaag in het regentschap Aceh Besar van de provincie Atjeh, Indonesië. Aneuk Galong Baro telt 621 inwoners (volkstelling 2010).